# キスの温度〜いちばん近い他人〜
『キスの温度〜いちばん近い他人〜』（きすのおんど いちばんちかいたにん）は、1990年5月9日に日本テレビ系列で放送されたテレビドラマ。

## 解説
松下電器産業（現：パナソニック）一社提供番組「パナソニックスペシャル キスの温度〜いちばん近い他人〜」として放映された。放映当時、空前の「スキーブーム」が1980年代後半からのバブル時代を象徴する現象のひとつとして巻き起こっていた。そのきっかけが時代を反映して制作されたトレンディ映画「私をスキーに連れてって」であった。スキー場で知り合った若い男女が都会に戻ってみると同じ会社の社員だったという、運命を強く予感させるストーリーが若い世代に反響し、大ヒットした。本編は、そのテレビ版として1話完結で制作、放送された。内容が、スキーツアーのバスで出会った若い男女が東京で再会し、しかも同じ部署に異動してきて同じプロジェクトに携わるという設定から判る。その出来過ぎの感は否めないが、「東京ラブストーリー」でトレンディドラマの女王の座を不動にした鈴木保奈美が主演し、その相手役に、一世風靡セピアのメンバーとして硬派な印象で出てきた柳葉敏郎が共演。更にはそれぞれの友人役として山口智子、石黒賢、それに岩城滉一が脇を固めるという布陣は豪華キャスティングであった。

## 放送時間
- 水曜21:03 - 22:54（JST）
  - 『水曜グランドロマン』は休止（本作は『水曜グランドロマン』扱いはされない）。

## あらすじ
真理子（鈴木保奈美）はスキー場での洋平（柳葉敏郎）との運命の出会いから東京に帰って、偶然にも同じ会社の同じプロジェクトの仕事に携わることになった。真理子は、年上でいつも上から目線の彼氏である立浪（岩城滉一）と交際していた。洋平とは同じ部署内の仕事で衝突を繰り返していた。「白浜リゾート」開発プロジェクトでも意見は真っ向から対立。若い女性をターゲットにしてトレンディ路線を提案する真理子と、「小さな子供から老人までが楽しめるのが本当のリゾートだ」と持論を譲らない洋平。しかし、企画書が採用されたのは真理子のプランだった。当初、真理子は洋平に対して「爆発男（ばくはつおとこ）」と嫌悪感を抱いていたが、すれ違っていた洋平に徐々に心惹かれていくようになる。真理子の、負い目を感じながらも仕事に邁進するOLの姿を映し出し、二人の関係がぎくしゃくしたり、お互い気になったりと揺れる恋愛感情や恋心の微妙な動きを巧みに描写している。ストーリーの最後は、コンサート会場に彼が現れるか否かで恋が成就するかの運命が託される。

## キャスト
- 阿部真理子：鈴木保奈美
- 宮本洋平：柳葉敏郎
- 野田友子：山口智子
- 加藤一三：石黒賢
- 中里剛：中畑清
- 戸田夏子：比企理恵
- 立浪滋：岩城滉一（特別出演）
- 日高恵子：吉川十和子（現・君島十和子）
- 宮本鉄平：室田日出男
- 坂口冬美：屋敷かおり
- 松永秋恵：筒井由美子
- 鳥越マリ (友情出演)
- 布施博（友情出演）
- 風間トオル（友情出演）
- 松村彦次郎
- 甲斐美恵
- 鈴木祥仁

## スタッフ
- 監督：井上健
- 脚本：吉本昌弘
- 制作：日本テレビ

## テーマ曲
- 主題歌：稲垣潤一「いちばん近い他人」（ファンハウス） - 作詞：秋元康、作曲：MAYUMI
- 挿入歌：稲垣潤一「トライアングル」「Stay with me」「Just the same」「1969の片想い」「唇を動かさないで」「生まれる前にあなたと」「君に逢いたい午後」「君らしくない」「時を越えて」（ファンハウス）

## 出版物
- 『キスの温度〜いちばん近い他人〜』（VAP 1990年12月5日発売 VPVX-62305）廃盤。